# Marcophono
Marcophono ist eine deutschsprachige Website, auf der man vom Computer und am Handy per App Telefonnummern wählen, sich mit der Zielperson verbinden und dieser Szenarien am Telefon vorspielen kann. Über die App oder Website sind die Angerufenen und die vorgegebenen Sätze des Szenarios zu hören. Marcophono gibt es seit 2007 und wurde durch Marc Wäsche in Dortmund gegründet, woraus sich auch der Name des Projekts ableitet. Im Impressum von Marcophono ist eine Briefkastenfirma in London als Hauptsitz ausgewiesen. Marc Wäsche IT befindet sich hingegen in 58300 Wetter, Deutschland. 

## Funktionsweise
Marcophono-Anrufe sind in Deutschland, Österreich und der Schweiz möglich. Von dort aus kann man in sein Heimatland oder in die beiden anderen Länder Anrufe tätigen.
Der Anrufende wählt zunächst zwischen verschiedenen Szenarien aus, welche unterschiedliche Themen haben und alle das Ziel haben, den Angerufenen zu täuschen und selbst daran Spaß zu haben. Anschließend wählt man die Telefonnummer und das Land, in das der Anruf gehen soll. Wenn man mit der Zielperson verbunden ist, klickt man die vorgefertigten Satzbausteine oder Wörter an, welche abgespielt werden. Andere Szenarien funktionieren so, dass man einen Klick macht, und ein vorgesprochener Text durchgängig abgespielt wird. Der Angerufene ist direkt über den Browser zu hören, während der Anrufende vor dem Computer für den Angerufenen nicht zu hören ist.

## Missbrauch
Auf Grund häufigen Missbrauchs warnen diverse Behörden vor den „Spaß“-Anrufern. So gibt es auf verschiedenen Seiten von z. B. den Verbraucher-Beratungsstellen Hinweise zu den Anrufen.

## Kosten und Finanzierung
Marcophono ist kostenlos für alle nicht angemeldeten User, da die kostenlose Version ausschließlich durch die eingeblendete Werbung finanziert wird.
Zudem bietet Marcophono auch kostenpflichtige Premium-Varianten an.

## Anrufe

### Ziel der Anrufe
Ins Festnetz sind Anrufe sowohl von angemeldeten als auch von nicht angemeldeten Usern möglich. Anrufe an Service- und Notrufnummern sind nicht möglich.

### Begrenzung der Anrufe
Die kostenlosen Anrufe sind zeitlich stärker begrenzt als die von Premium-Nutzern. Marcophono stehen insgesamt 150 Telefonleitungen zur Verfügung, bei deren Vergabe die Premium-Nutzer bevorzugt werden. Für normale Nutzer ist die Anzahl der Anrufe die pro Tag getätigt werden dürfen auf drei Anrufe pro Tag begrenzt. In der App wird auf ein Coinsystem zurückgegriffen, was die Anzahl der Anrufe begrenzt. Für das Anrufen von Mobilfunknummern benötigt man ebenfalls einen Premium-Account.

### Schutzmechanismen
Es ist möglich, jede gültige Telefonnummer über das Impressum der Webseite für weitere Anrufe sperren zu lassen.

#### Zeitliche Begrenzung
Marcophono funktioniert zu allen Tageszeiten, jedoch ist es aus Gründen der Nachtruhe nur von 09:00 Uhr bis 22:00 Uhr möglich, Anrufe zu tätigen.

#### Wiederholtes Wählen einer Nummer
Um Telefonterror zu vermeiden, wird, nachdem eine Telefonnummer zweimal gewählt und angerufen wurde, diese für weitere Anrufe drei Wochen lang gesperrt.

### Anonymität
Der Nutzer ist durch den Angerufenen nicht identifizierbar, da seine eigene Telefonnummer durch die Nutzung des Dienstes nicht angezeigt wird.

### Möglichkeiten, das Telefonat mitzuschneiden
Bei einem sogenannten Premium-Account ist es möglich, die Telefonate mitzuschneiden. In der App wird das Mitschneiden von Anrufen durch Coins freigeschaltet. Das Mitschneiden von diesen Telefonaten ist illegal, da der Angerufene keine Möglichkeit zur Zustimmung zur Aufzeichnung hatte, bevor diese aktiviert wird. Ebenfalls wird in der App mit weiterergehender Nutzung ("Live-Radio-Funktion") der aufgenommenen Anrufe geworben.

## Rechtliches
Laut der Seite chip.de ist Marcophono grundsätzlich legal. Nur ein Anruf allein ist in der Regel nicht strafbar, soweit es bei harmlosen Witzen und Scherzen bleibt. Kommt es hier doch zu Beleidigungen, Drohungen oder sehr starken seelischen Verletzungen, kann gegen den Anrufenden rechtlich vorgegangen werden. Anrufe an Notrufnummern und an öffentliche Einrichtungen sind strafbar. In der Regel gibt es dort eine Schutzfunktion, dass es gar nicht erst zu einem Anruf an Feuerwehr oder Polizei kommt. Eine Anzeige kann dennoch möglich sein.
Nach § 201 StGB ist die Aufzeichnung von Telefonaten ohne Einwilligung in jedem Fall strafbar.

## Marcophono-App
Marcophono bietet an, die Website auch über eine App für iOS und für Android zu nutzen.

## Sonstiges
Laut eigenen Angaben von Marcophono wurden von Synchronsprecher Norbert Gastell exklusiv fünf verschiedene Anrufszenarien aufgenommen.